# Daniel Carlsson
Daniel Carlsson (Säffle, 29 juni 1976) is een Zweeds voormalig rallyrijder.

## Carrière
Carlsson maakte in 1996 zijn debuut in de rallysport en zijn eerste optreden in het wereldkampioenschap rally kwam drie jaar later. Hij eindigde in 1998 en 1999 als tweede in het Zweeds junioren rallykampioenschap. Hij stapte vervolgens over naar een Toyota Corolla WRC, met als meest prominente resultaat een zevende plaats (net buiten de punten) tijdens de Zweedse WK-ronde in 2001.

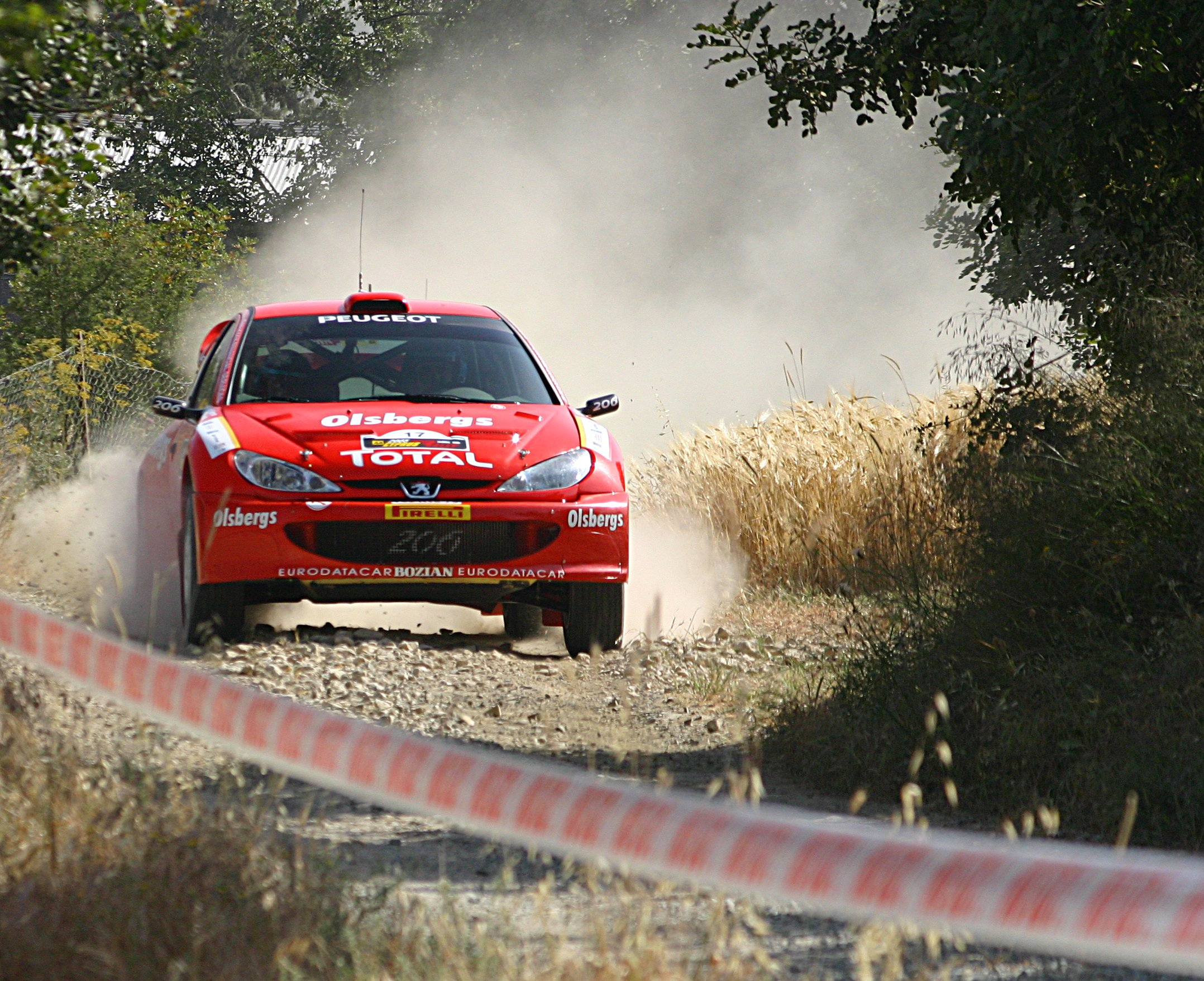
Carlsson actief tijdens de Rally van Cyprus in 2005

Carlsson nam in het seizoen 2002 voor het eerst deel aan het Junior World Rally Championship in een Ford Puma S1600, maar succes ontbrak dat jaar, veelal te wijten aan technische problemen. Een overstap naar een Suzuki Ignis S1600 voor 2003 deed veel goeds en Carlsson wist zich dat jaar te profileren als een van de titelkandidaten. Uiteindelijk eindigde hij met twee klasseoverwinningen derde in het kampioenschap. Dit succes werd gevolgd door een WK-programma in het seizoen 2004 bij het Franse Bozian Racing, actief met een Peugeot 206 WRC. In drie gevallen behaalde Carlsson dat jaar punten, met als beste resultaat een vijfde plaats in Griekenland. Voor de WK-ronde in Groot-Brittannië kreeg hij een uitnodiging van het fabrieksteam van Peugeot, deelnemend met de 307 WRC. In het seizoen 2005 reed Carlsson weer als privé-rijder met verschillend materiaal rond in het WK, en zijn beste resultaat was ditmaal een zesde plaats in Zweden, opnieuw achter het stuur van de 307 WRC. Tegen het einde van het seizoen, verving hij Markko Märtin bij Peugeot voor de resterende onverhard rally's. Märtin kwam niet meer in actie na een ongeluk tijdens WK-ronde van Groot-Brittannië, waarbij zijn navigator Michael Park om het leven kwam.
Terug in zijn rol als privé-rijder in 2006, reed Carlsson met een Mitsubishi Lancer WRC in Zweden naar zijn beste resultaat uit zijn WK-carrière toe, daarin eindigend op het podium als derde. In het seizoen 2007 reed hij als teamgenoot van Manfred Stohl een handjevol rondes in een Citroën Xsara WRC, en wist een aantal keer binnen de punten te eindigen.
In 2008 werd Carlsson opgepakt wegens het rijden onder invloed. Zijn rijbewijs werd ingevorderd en Carlsson beëindigde per direct zijn carrière als rallyrijder.

## Complete resultaten in het wereldkampioenschap rally
| Seizoen | Inschrijving              | Auto                      | 1       | 2      | 3       | 4       | 5       | 6      | 7       | 8       | 9       | 10      | 11      | 12      | 13     | 14      | 15  | 16      | Pos. | Punten |
| ------- | ------------------------- | ------------------------- | ------- | ------ | ------- | ------- | ------- | ------ | ------- | ------- | ------- | ------- | ------- | ------- | ------ | ------- | --- | ------- | ---- | ------ |
| 1999    | Unic                      | Opel Astra GSI 16V        | MON     | ZWE 40 | KEN     | POR     | SPA     | FRA    | ARG     | GRI     | NZL     |         |         |         |        |         |     |         | –    | 0      |
| 1999    | Daniel Carlsson           | Mitsubishi Lancer Evo     |         |        |         |         |         |        |         |         |         | FIN DNF | CHN     | ITA     | AUS    | GBR     |     |         | –    | 0      |
| 2000    | Daniel Carlsson           | Toyota Corolla WRC        | MON     | ZWE 23 | KEN     | POR     | SPA     | ARG    | GRI     | NZL     | FIN     | CYP     | FRA     | ITA     | AUS    | GBR     |     |         | –    | 0      |
| 2001    | Daniel Carlsson           | Toyota Corolla WRC        | MON     | ZWE 7  | POR DNF | SPA     | ARG     | CYP    | GRI     | KEN     | FIN DNF | NZL     | ITA DNF | FRA     | AUS    | GBR     |     |         | –    | 0      |
| 2002    | Daniel Carlsson           | Ford Puma S1600           | MON 20  |        |         | SPA DNF | CYP     | ARG    | GRI DNF | KEN     |         | DUI DNF | ITA DNF | NZL     | AUS    | GBR DNF |     |         | –    | 0      |
| 2002    | Daniel Carlsson           | Mitsubishi Lancer Evo VII |         | ZWE 20 | FRA     |         |         |        |         |         | FIN DNF |         |         |         |        |         |     |         | –    | 0      |
| 2003    | Daniel Carlsson           | Suzuki Ignis S1600        | MON DNF | ZWE    | TUR DNF | NZL     | ARG     | GRI 18 | CYP     | DUI     | FIN 19  | AUS     | ITA DNF | FRA     | SPA 22 | GBR 14  |     |         | –    | 0      |
| 2004    | Bozian Racing             | Peugeot 206 WRC           | MON     | ZWE 8  | MEX     | NZL 8   | CYP     | GRI 5  | TUR DNF | ARG     | FIN 9   | DUI DNF | JPN     |         |        | FRA 11  | SPA | AUS     | 12   | 6      |
| 2004    | Marlboro Peugeot Total    | Peugeot 307 WRC           |         |        |         |         |         |        |         |         |         |         |         | GBR DNF | ITA    |         |     |         | 12   | 6      |
| 2005    | Bozian Racing             | Peugeot 307 WRC           | MON     | ZWE 6  | MEX     | NZL     |         |        |         |         |         |         |         |         |        |         |     |         | 19   | 5      |
| 2005    | Bozian Racing             | Peugeot 206 WRC           |         |        |         |         |         | CYP 8  |         |         | ARG 15  | FIN     | DUI     | GBR     |        |         |     |         | 19   | 5      |
| 2005    | Rally Team Olsberg        | Subaru Impreza WRC2004    |         |        |         |         | ITA DNF |        | TUR 14  | GRI DNF |         |         |         |         |        |         |     |         | 19   | 5      |
| 2005    | Marlboro Peugeot Total    | Peugeot 307 WRC           |         |        |         |         |         |        |         |         |         |         |         |         | JPN 8  | FRA     | SPA | AUS DNF | 19   | 5      |
| 2006    | Daniel Carlsson           | Mitsubishi Lancer WRC 05  | MON     | ZWE 3  | MEX     | SPA     | FRA     | ARG    | ITA     | GRI     | DUI     | FIN DNF | JPN     | CYP     | TUR    | NZL     | AUS | GBR     | 16   | 6      |
| 2007    | OMV Kronos Citroën W.R.T. | Citroën Xsara WRC         | MON     | ZWE 5  | NOO 7   | MEX     | POR 6   | ARG    | ITA DNF | GRI     | FIN     | DUI     | NZL     | SPA     | FRA    | JPN     | IER | GBR     | 14   | 9      |